# Попска (област Габрово)
 За другото българско село вижте Попска (Област Велико Търново).  
Пòпска е село в Северна България, община Севлиево, област Габрово.

## География
Село Попска се намира на около 20 km западно от центъра на град Габрово, 17 km южно от град Севлиево и 29 km източно от град Троян. Разположено е в Средния Предбалкан, в северните разклонения на Черновръшки рид, в долината на река Росица край левия бряг на реката. Релефът е раздвижен, през северния и южния краища на селото се спускат откъм запад долините на два малки леви притока на Росица. През източната част на Попска минава – край левия бряг на Росица и следвайки приблизително извивките на реката – третокласният републикански път III-6072. Надморската височина в селото на кръстовището на републиканския път с пътното отклонение за Батошевския манастир е около 340 m.
Населението на село Попска, наброявало 416 души при преброяването към 1934 г., намалява до 120 към 1985 г. и 39 към 2011 г. и наброява 23 души (по текущата демографска статистика за населението) към 2019 г.

## История
През 1978 г. дотогавашното населено място махала Попска придобива статута на село.

## Население
Преброяване на населението през 2011 г.
Численост и дял на етническите групи според преброяването на населението през 2011 г.:
|                     | Численост | Дял (в %) |
| Общо                | 39        | 100,00    |
| Българи             | 39        | 100,00    |
| Турци               | 0         | 0,00      |
| Цигани              | 0         | 0,00      |
| Други               | 0         | 0,00      |
| Не се самоопределят | 0         | 0,00      |
| Неотговорили        | 0         | 0,00      |

## Обществени институции
Село Попска към 2021 г. е в състава на кметство Стоките.